# Preben Krab
Preben Krab   (Haderslev, 15 de juliol de 1952) és un remer danès, ja retirat, que va competir durant les dècades de 1960 i 1970. És germà del també remer Jørn Krab.
El 1968 va prendre part en els Jocs Olímpics d'Estiu de Ciutat de Mèxic, on guanyà la medalla de bronze en la prova del dos amb timoner del programa de rem. Formà equip amb Harry Jorgensen i Jørn Krab.